# North Ayrshire
North Ayrshire (gälisch Sìorrachd Inbhir Air a Tuath) ist eine von 32 Council Areas in Schottland. Der Festlandteil liegt in der traditionellen Grafschaft Ayrshire und grenzt an Renfrewshire, East Ayrshire und South Ayrshire. Zum Verwaltungsbezirk gehören auch die Insel Arran in der traditionellen Grafschaft Bute sowie einige Inseln im Firth of Clyde (darunter Great Cumbrae und Little Cumbrae). Von 1975 bis 1996 bildete North Ayrshire unter dem Namen Cunninghame einen District der Region Strathclyde.

## Orte

### Festland
| - Ardrossan - Barrmill - Benslie - Bourtreehill - Beith - Chapeltoun - Cunninghamhead - Dalry - Dreghorn | - Fairlie - Fergushill - Gateside - Girdle Toll - Hessilhead - Irvine - Kilbirnie - Kilwinning - Largs | - Perceton - Portencross - Saltcoats - Seamill - Skelmorlie - Springside - Stevenston - West Kilbride |

### Insel Arran
- Brodick
- Blackwaterfoot
- Lamlash
- Lochranza
- Sannox

### Insel Cumbraes
- Millport

## Sehenswürdigkeiten
- Der Fairlie Stone befindet sich in der Pfarrkirche von Fairlie.
- Brodick Castle
- die Cairns, Steinkreise bzw. Clyde Tombs von:
  - Auchagallon
  - Carn Ban
  - Monamore
  - Torrylin
- The Doon Fort
- Drumadoon Point
- die Duns
  - Dun Kilpatrick
  - Caisteal Torr (oder Torr a´Caistel)
- Eas a' Chrannaig, Wasserfall auf der Isle of Arran
- Eglinton Castle
- Giant’s Graves
- Glen Cloy, bei Brodick, ist ein 2001 ausgegrabenes Roundhouse mit einem komplexen Souterrain aus dem 2. oder 1. Jahrhundert v. Chr.[2]
- Goldenberg Hill
- Hunterston Castle
- Kelburn Castle
- Kildonan Castle
- Kilwinning Abbey und Kilwinning Market Cross
- King's Cave (Isle of Arran)
- Lochranza Castle
- Lynn Falls
- Machrie Moor mit Steinkreisen, Steinkisten und Menhiren
- Pladda Lighthouse, Leuchtturm auf der Insel Pladda
- The Sailor's Grave

Siehe auch: Liste der Kategorie-A-Bauwerke in North Ayrshire

## Politik
Der Council von North Ayrshire umfasst 33 Sitze, die sich wie folgt auf die Parteien verteilen:
| Partei       | Sitze |
| ------------ | ----- |
| Labour       | 11    |
| SNP          | 11    |
| Conservative | 7     |
| Unabhängig   | 4     |